# 石角镇 (清远市)
石角镇，是中华人民共和国广东省清远市清城区下辖的一个乡镇级行政单位。2020年人口116466人。

## 行政区划
石角镇下辖以下地区：
石角社区、石角城中社区、塘头社区、兴仁社区、黄布村、南村、灵洲村、新基村、塘基村、民安村、马头村、石岐村、七星村、田心村、沙坑村、沙步村、界牌村、回岐村和舟山村。